# Thiophosgen
Thiophosgen ist eine orangerote bis rote übelriechende Flüssigkeit. Es ist das Schwefelanalogon (Thioverbindung) des Phosgens und kann zu analogen Reaktionen, wie zum Beispiel der Einführung einer Thiocarbonylgruppe, herangezogen werden.  Da man Arbeiten mit gasförmigem Phosgen seiner hohen Giftigkeit wegen nach Möglichkeit vermeiden möchte, bietet sich der Einsatz des flüssigen Thiophosgens aus Gründen der leichteren Handhabung und des geringeren apparativen Aufwands oftmals an.

## Herstellung
Thiophosgen kann aus Trichlormethansulfenylchlorid und Eisen(III)-chlorid als Katalysator in Xylol bei 140 °C synthetisiert werden.
Die Reaktion kann ebenfalls in Benzol oder Toluol mit Zinkchlorid oder Aluminiumchlorid als Katalysator durchgeführt werden.

## Eigenschaften
Thiophosgen ist eine rote, übelriechende und giftige Flüssigkeit. In Wasser hydrolysiert die Verbindung zu Salzsäure und Kohlenoxidsulfid, welches weiter zu Schwefelwasserstoff und Kohlendioxid reagiert.
{\displaystyle \mathrm {CCl_{2}S+H_{2}O\rightarrow 2\,HCl+COS} }
{\displaystyle \mathrm {COS+H_{2}O\rightarrow 2\,H_{2}S+CO_{2}} }
Die Hydrolyse verläuft wesentlich langsamer als beim Phosgen. Beim Erhitzen von Thiophosgen erfolgt eine Disproportionierung zu Schwefelkohlenstoff und Tetrachlormethan.
{\displaystyle \mathrm {2\,CCl_{2}S\rightarrow CS_{2}+CCl_{4}} }
Thiophosgen reagiert teils heftig und stark exotherm mit nukleophilen Lösungsmitteln wie z. B. Alkoholen, Aminen sowie Säuren und Basen. Photochemisch kann die Verbindung zum 2,2,4,4-Tetrachlor-1,3-dithietan dimerisiert werden.
Thiophosgen bildet bei höherer Temperatur entzündliche Dampf-Luft-Gemische. Die Verbindung hat einen Flammpunkt bei 63 °C.

## Verwendung
Thiophosgen wird für die Herstellung von Farbstoffen, Pestiziden, Fungiziden oder Nematiziden eingesetzt. Früher wurde es auch für die Herstellung chemischer Kampfstoffe verwendet. In der organischen Synthesechemie dient es als Reagenz zur Herstellung von Thiocarbonylverbindungen. Mit Aminen reagiert es zu Isothiocyanaten, substituierten Thioharnstoffen oder Thiocarbamoylchloriden.
{\displaystyle \mathrm {R{-}NH_{2}+CCl_{2}S\rightarrow R{-}N{=}C{=}S+2\,HCl} }
Die Reaktion mit 1,2-Diolen ermöglicht in einer Corey-Winter-Eliminierung die stereoselektive Herstellung von Alkenen.
Die Verbindung kann auch als Dienophil in Diels-Alder-Reaktionen reagieren. Mit Bisphenol A ergeben sich Polythiocarbonate.

## Toxikologie
Thiophosgen ist eine hochgiftige und ätzende Verbindung. Die Dämpfe wirken stark reizend auf die Augen, die Atemwege, die Lunge und die Haut. Die Ausbildung von Lungenödemen ist möglich. Die Verbindung ist ein Lungenreizstoff. Eine Inhalation kann zu lebensbedrohlichen Zuständen führen. Der Kontakt mit der Flüssigkeit verursacht eine sehr starke Reizung der Haut oder der Augen. Es wird eine Resorption von lebensbedrohlichen Dosen über die Haut angenommen, was im Umgang strengste Hautschutzmaßnahmen erforderlich macht.